# Vandélicourt
Vandélicourt é uma comuna francesa na região administrativa de Altos da França, no departamento de Oise. Estende-se por uma área de 4,67 km². Em 2010 a comuna tinha 277 habitantes (densidade: 59,3 hab./km²).